# Padarstvo
Pádarstvo je bila v preteklosti poklicna dejavnost najnižje vrste zdravstvenega osebja z omejenim področjem delovanja. Padarski poklic (balneatores) ali poklic kopališkega mojstra (bader), ki ga je kot obrt priznala oblast, je na Slovenskem nastal v 14. stoletjem z razvojem mest in nastankom kopališč. Padar se je ukvarjal s puščanjem krvi, stavljanjem rožičkov, izdiranjem zob, zdravljenjem ran, striženjem, masažo in kozmetiko. Pred nastankom javnih lekarn so padarji v svojih oficinah pripravljali odvajala, bljuvala, dristila, panaceje (zdravila za vse bolezni) in »čudodelna zdravila« v obliki napojev in mazil. Zaradi pomanjkanja izprašanih ranocelnikov in kirurgov v slovenskih mestih in na deželi so bili padarji zelo iskani. Sredi 18. stoletja so dobili dovoljenje tudi za ranocelniško dejavnost. Prakso so opravljali javno, to je oblast tudi dovoljevala, vendar pod pogojem, da so padarji opravili predpisane izpite z oceno, ki ni smela biti nižja od tiste, kot so jo imeli brivci. Združevali so se v bratovščine ali cehe skupaj z brivci in ranocelniki. Konce 18. stoletja je bil padarski poklic ukinjen.